# Jochen Lettmann
Jochen Lettmann (Duisburg, 10 aprile 1969) è un ex canoista tedesco.

## Palmarès

### Olimpiadi
- 1 medaglia:
  - 1 bronzo (Barcellona 1992 nel K-1)

### Mondiali
- 2 medaglie:
  - 1 oro (Nottingham 1995 nel K-1 a squadre)
  - 1 bronzo (Três Coroas 1997 nel K-1 a squadre)

### Europei
- 2 medaglie:
  - 1 oro (Augusta 1996 nel K-1 a squadre)
  - 1 bronzo (Augusta 1996 nel K-1)